# Auriculella expansa
Auriculella expansa foi uma espécie de gastrópodes da família Achatinellidae. Foi endémica do Arquipélago do Havaí.